# 김도신
김도신 (1969년 12월 18일 ~ )은 대한민국의 뮤지컬 배우이다.

## 학력
- 세종대학교 문화예술콘텐츠대학원 공연예술학 석사

## 출연 작품

### 뮤지컬
- 2002년 12월 13일 ~ 12월 26일 《카르멘》
- 2005년 6월 2일 ~ 6월 19일 《카르멘》 - 가르시아 역
- 2006년 4월 19일 ~ 6월 18일 《우리동네》
- 2006년 12월 1일 ~ 2007년 1월 7일 《동물원》
- 2007년 11월 22일 ~ 2008년 1월 6일 《우리동네》 - 무대감독 역
- 2008년 4월 3일 ~ 8월 31일 《우리동네》 - 무대감독 역
- 2008년 10월 22일 ~ 2009년 2월 15일 《억수로 좋은날》 - 달수 역
- 2011년 1월 14일 ~ 1월 15일 《키스앤메이크업 - 하남》 - 하찬은 역
- 2011년 1월 21일 ~ 1월 22일 《키스앤메이크업 - 평촌》 - 하찬은 역
- 2011년 2월 4일 ~ 3월 27일 : 《우리동네》
- 2011년 3월 30일 ~ 4월 10일 : 《우리동네》
- 2011년 4월 22일 ~ 10월 1일 : 《올 댓 재즈 - 러브 인 뉴욕》 - 전병국 역
- 2011년 5월 20일 ~ 5월 22일 : 《우리동네 - 대전》
- 2011년 7월 21일 ~ 2013년 1월 6일 : 《예수와 함께한 저녁식사》 - 남궁선 역
- 2011년 11월 19일 ~ 12월 31일 : 《올 댓 재즈 - 러브 인 뉴욕》 - 전병국 역
- 2012년 10월 5일 ~ 2013년 1월 20일 : 《올 댓 재즈 - 러브 인 뉴욕》 - 전병국 역
- 2013년 1월 25일 ~ 1월 27일 : 《올 댓 재즈 - 러브 인 뉴욕 (제주)》 - 전병국 역
- 2013년 10월 19일 ~ 10월 19일 : 《완득이 - 인제》 - 아버지 역
- 2014년 9월 19일 ~ 9월 20일 : 《완득이 - 김천》 - 아버지 역
- 2014년 10월 3일 ~ 10월 4일 : 《완득이 - 문경》 - 아버지 역
- 2014년 10월 3일 ~ 11월 9일 : 《아이 러브 쇼보트》 - 마스터 역
- 2014년 11월 14일 ~ 11월 14일 : 《완득이 - 당진》 - 아버지 역
- 2014년 11월 22일 ~ 11월 23일 : 《완득이 - 청주》 - 아버지 역
- 2014년 11월 26일 ~ 11월 26일 : 《완득이 - 예산》 - 아버지 역
- 2014년 11월 26일 ~ 2015년 1월 6일 : 《아이 러브 쇼보트》 - 선장 역
- 2014년 12월 13일 ~ 12월 14일 : 《완득이 - 목포》 - 아버지 역
- 2015년 1월 31일 ~ 2월 8일 : 《너에게 빛의 속도로 간다》 - 김도식 역
- 2016년 4월 21일 ~ 5월 29일 : 《헬로마마》 - 김준호 역

### 영화
- 2004년 《하류인생》 - 택시기사 역
- 2006년 《모노폴리》 - 호텔 관리과장 역
- 2010년 《여의도》 - 김형사 역
- 2014년 《좀비스쿨》 - 정식아빠 역
- 2014년 《황구》 - 최 코치 역
- 2015년 《검은손》 - 강 형사 역